# Санта-Лукресія-де-Алжеріш
Санта-Лукресія-де-Алжеріш (порт. Santa Lucrécia de Algeriz; МФА: [ˈsɐ̃.tɐ ɫu.ˈkɾɛ.si.ɐ dɨ aɫ.ʒɨ.ˈɾiʃ]) — парафія в Португалії, у муніципалітеті Брага. Розташована в північно-західній частині країни, на теренах історичної португальської провінції Дору-Міню. Входить до складу округу Брага. За адміністративним поділом, чинним до 1976 року, терени парафії були складовою провінції Міню. Належить до Бразької архідіоцезії Католицької церкви. Патрон — святий Яків. Площа — 3,9854 км². Населення — 534 ос. (2011). Сильно урбанізований регіон. Густота населення — 133,99 осіб/км²
. Код — 030339.

## Населення
| Кількість мешканців | Кількість мешканців | Кількість мешканців | Кількість мешканців | Кількість мешканців | Кількість мешканців | Кількість мешканців | Кількість мешканців | Кількість мешканців | Кількість мешканців | Кількість мешканців | Кількість мешканців | Кількість мешканців | Кількість мешканців | Кількість мешканців |
| ------------------- | ------------------- | ------------------- | ------------------- | ------------------- | ------------------- | ------------------- | ------------------- | ------------------- | ------------------- | ------------------- | ------------------- | ------------------- | ------------------- | ------------------- |
| 1864                | 1878                | 1890                | 1900                | 1911                | 1920                | 1930                | 1940                | 1950                | 1960                | 1970                | 1981                | 1991                | 2001                | 2011                |
| 441                 | 470                 | 491                 | 452                 | 524                 | 439                 | 490                 | 546                 | 455                 | 536                 | 554                 | 613                 | 560                 | 485                 | 534                 |